# Ingreso público
Los ingresos públicos son los recursos que capta el sector público para realizar sus actividades. Desde un punto de vista cuantitativo, los impuestos (incluidas las cotizaciones sociales) constituyen con mucha diferencia el principal componente de los ingresos públicos. El segundo componente en importancia son los precios que cobra el Estado por la utilización de instalaciones públicas o servicios públicos. Otras vías de recursos públicos son los procedentes de la venta de determinados activos, por ejemplo a través de la privatización de empresas y también el Estado puede captar recursos mediante el endeudamiento.

## Clases de ingresos públicos
El Estado desarrolla un conjunto de actividades económicas en favor de sus ciudadanos, para lo que necesita disponer de recursos con los que sufragar los gastos que conllevan estas necesidades, que cada vez adquieren mayor volumen. La actividad desarrollada por el sector público produce, como cualquier agente de producción, recursos que genera su propia actividad económica. Servicios que prestan el Estado actualmente como transporte, suministro de agua, enseñanza, etc. generan ingresos que pueden cubrir, según el caso, la totalidad o solo una parte de los costos de producción de estos servicios. El Estado también es propietario de bienes como terrenos, edificios, empresas, obras artísticas, etc. de los que obtiene ingresos derivados de su explotación. De forma añadida el Estado puede obtener ingresos de pedir dinero prestado. El Estado además puede captar recursos de forma coactiva vía impuestos, amparándose en su cualidad de representante máximo de los intereses ciudadanos y exigiendo a los ciudadanos la participación en la financiación de los proyectos de gasto público.

### Ingresos voluntarios
El sector público también cuenta con ingresos voluntarios tales como serían donaciones de los individuos al sector público. Los ingresos voluntarios también son ingresos que las personas no están obligados a pagar como: derivados de la venta de bienes y servicios, rentas del patrimonio público (alquileres de edificios públicos), Derivados de las ventas de activos patrimoniales (ventas de edificios públicos), derivados de la realización de operaciones de crédito.

### Ingresos coactivos
Estos son los ingresos que Adam Smith denominaba derivados del poder de coacción que el Estado tiene sobre los particulares. Son obtenidos a partir del poder penal y del poder fiscal. Son los impuestos, las tasas y las contribuciones especiales.

#### Impuestos
Los impuestos son obligaciones generalmente pecuniarias en favor del Estado, regidos por derecho público, que no requieren contraprestación directa o determinada por parte de la administración pública. En la mayoría de legislaciones surgen exclusivamente de la "potestad tributaria del Estado",  con el objeto principal de financiar sus gastos. Los impuestos son actualmente la principal vía de ingresos públicos y representan al menos, entre el ochenta y cinco y noventa por ciento del total de los ingresos.
La causa de los impuestos, según los tratadistas de la economía pública es recaudar los ingresos que el Estado y los entes públicos necesitan, mientras que sobre su fundamento se distinguen dos teorías, la teoría del interés o beneficio y la teoría de la capacidad de pago.

#### Tasas
Las tasas son los tributos que el estado cobra por la realización de un determinado servicio o actividades en régimen de derecho público. Actualmente no tienen en si una finalidad recaudatoria sino más bien de racionalizar y limitar el uso de los servicios públicos.

#### Contribuciones especiales
Las contribuciones especiales son contribuciones de mejora ocasional por la realización de una obra pública o de un servicio público, realizada en interés público, pero que proporciona ventajas concretas o beneficios especiales a determinados individuos.

### Ingresos contractuales
Son los denominados por Smith como ingresos originarios y que el Estado puede obtener igual que podría derivarlos un individuo particular. Encajan dentro de este apartado los procedentes de prestaciones de bienes y servicios por el Estado mediante negocio o una relación contractual.

#### Precio
Dentro de los ingresos contractuales se incluyen los distintos tipos de precios, distinguiéndose:
- precio privado
- precio cuasiprivado
- precio público
- precio político

### Deuda pública
La deuda pública es el conjunto de deudas que mantiene un Estado con los particulares u otros países. Supone una forma de obtener recursos financieros por el Estado. Se puede materializar mediante emisiones de títulos de valores.